# Kanton Orléans-Saint-Marc-Argonne
Kanton Orléans-Saint-Marc-Argonne (francouzsky Canton d'Orléans-Saint-Marc-Argonne) je francouzský kanton v departementu Loiret v regionu Centre-Val de Loire. Tvoří ho pouze severovýchodní část města Orléans (čtvrti Barrière Saint-Marc, La Fontaine, Argonne - Nécotin - Belneuf a Saint-Marc - Faubourg-Bourgogne - Argonne-Sud).